# Армяне в Санкт-Петербурге

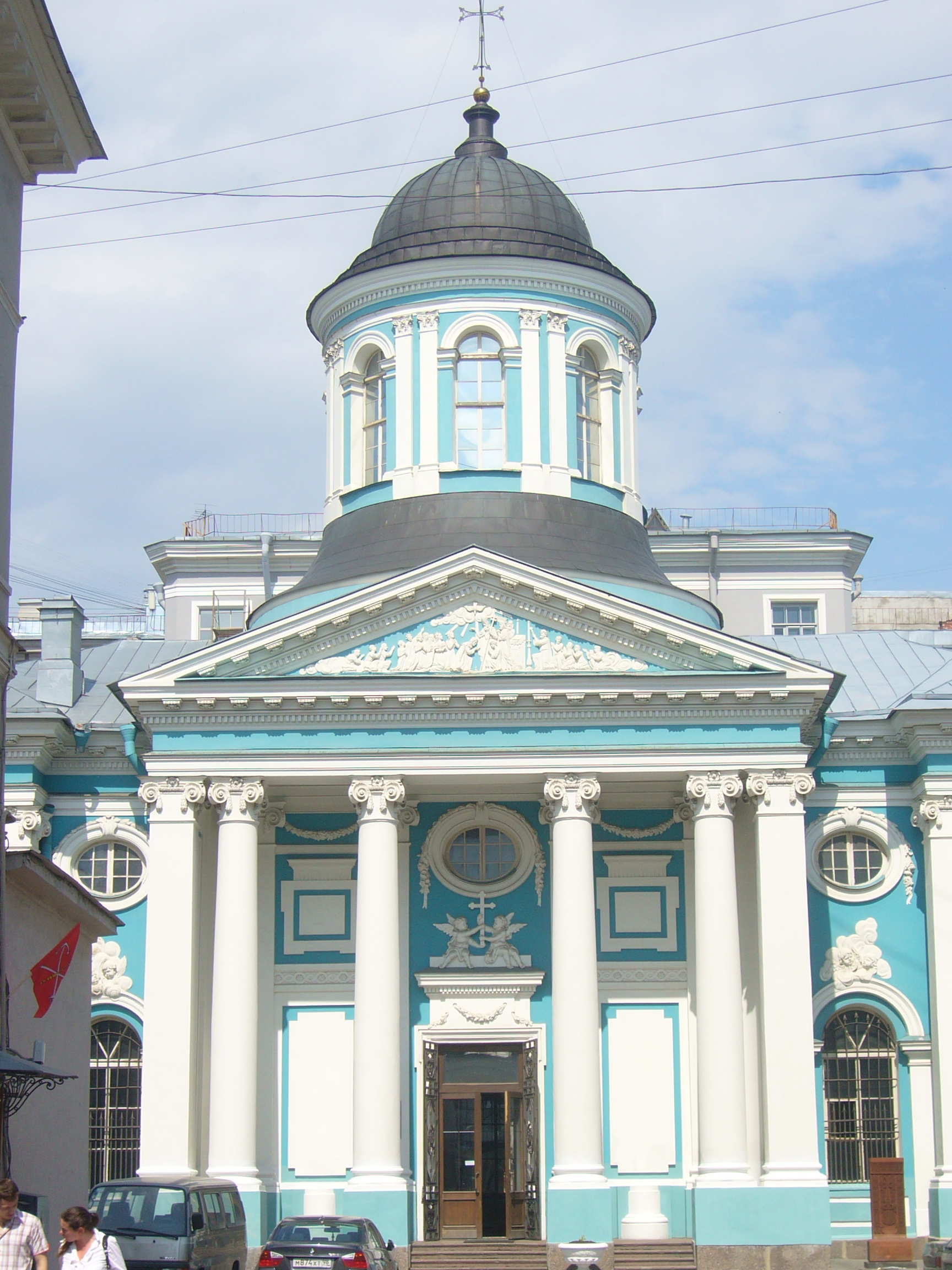
Церковь Святой Екатерины в Санкт-Петербурге

Армяне в Санкт-Петербурге (арм. Հայերը Սանկտ Պետերբուրգում) — этническая община в Санкт-Петербурге, насчитывающая, по данным переписи 2010 года, 20 000 человек.

## История

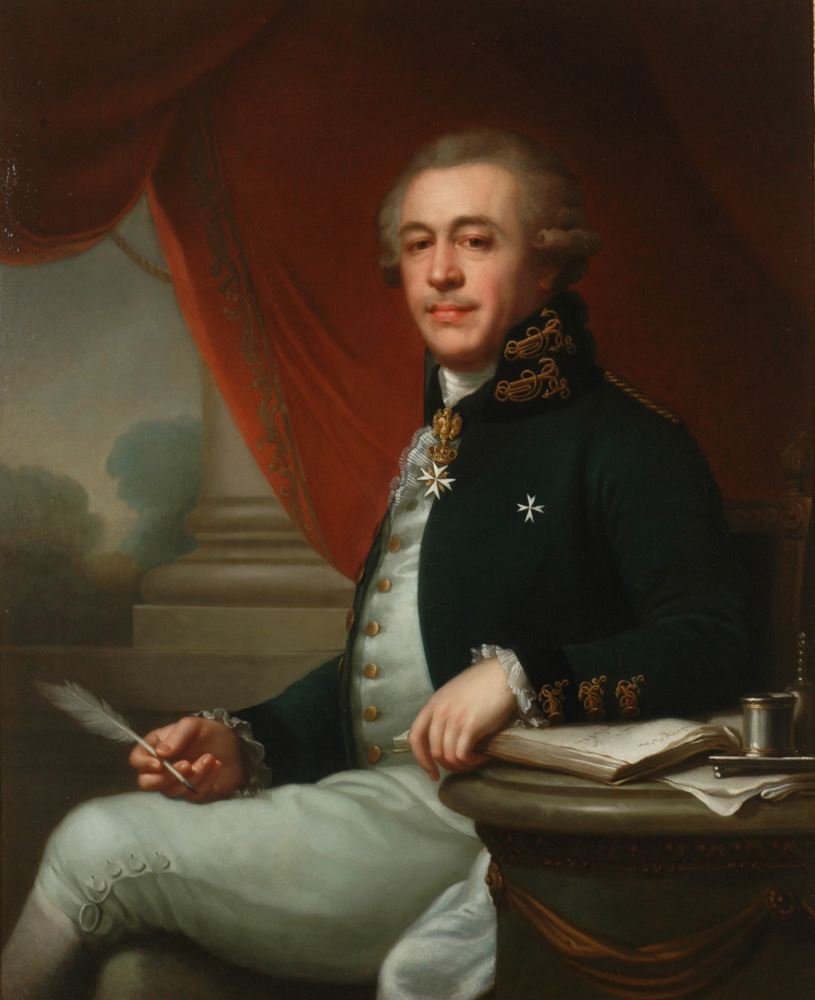
Иван Лазаревич Лазарев (Ованес Лазарян), финансировавший строительство армянской церкви Святой Екатерины.

Первые армяне появились в Санкт-Петербурге почти сразу после основания города. В 1710 году они создали свою общину. В это время они собирались в частных домах.
Первое прошение о постройке армянской церкви от архимандрита Минаса было подано в 1714 году, но было отклонено властями. Только 25 сентября 1725 года столичная община, насчитывавшая 30 дворов, получила согласие Синода на открытие молитвенного дома в деревянном здании на 3-й линии Васильевского острова.
В январе 1740 года Лука Ширванов (Гукас Ширванян) получил разрешение построить небольшую каменную церковь на свои средства, но после смерти императрицы Анны Иоанновны строительство прекратилось.
2 мая 1770 года по прошению главы армянской общины И. Л. Лазарева (Ованеса Лазаряна) Екатерина II издала указ, позволявший «торгующим и военнослужащим армянам» построить храмы в Петербурге и Москве. Через три недели Императрица отвела место на Невском проспекте, против Гостиного двора, на участке бывшей Малой придворной конюшни.
В 1791 году протоиерей Стефан (Лорис-Меликов) подал прошение о строительстве небольшой каменной церкви и организации кладбища, место под которые впоследствии было отведено на берегу реки Смоленки рядом с лютеранским кладбищем. Около 1797 года церковь была освящена и получила своё нынешнее именование (Святого Воскресения Христова). Постепенно вокруг неё выросло кладбище, получившее название Смоленское армянское кладбище.

### Церковь Святой Екатерины
2 мая 1770 года по прошению главы армянской общины И. Л. Лазарева (Ованеса Лазаряна) Екатерина II издала указ, позволявший «торгующим и военнослужащим армянам» построить храмы в Петербурге и Москве. Через три недели Императрица отвела место на Невском проспекте, против Гостиного двора, на участке бывшей Малой придворной конюшни.
Работы велись по проекту Ю. М. Фельтена с 1771 по 1776 годы и обошлись в 33 тыс. рублей. Строительство храма осуществлялось на пожертвования прихожан, но в большей степени — на деньги самого И. Л. Лазарева.
В мае 1930 церковь была закрыта, в 1931—1934 годах была разделена перекрытиями. В здании находился штаб ПВО, а после войны — мастерская декораций театра музыкальной комедии.
В 1990 армянская община обратилась с просьбой о возвращении церкви. 14 марта 1993 в ней состоялось первое богослужение, после чего началась реставрация.

### Церковь Святого Воскресения

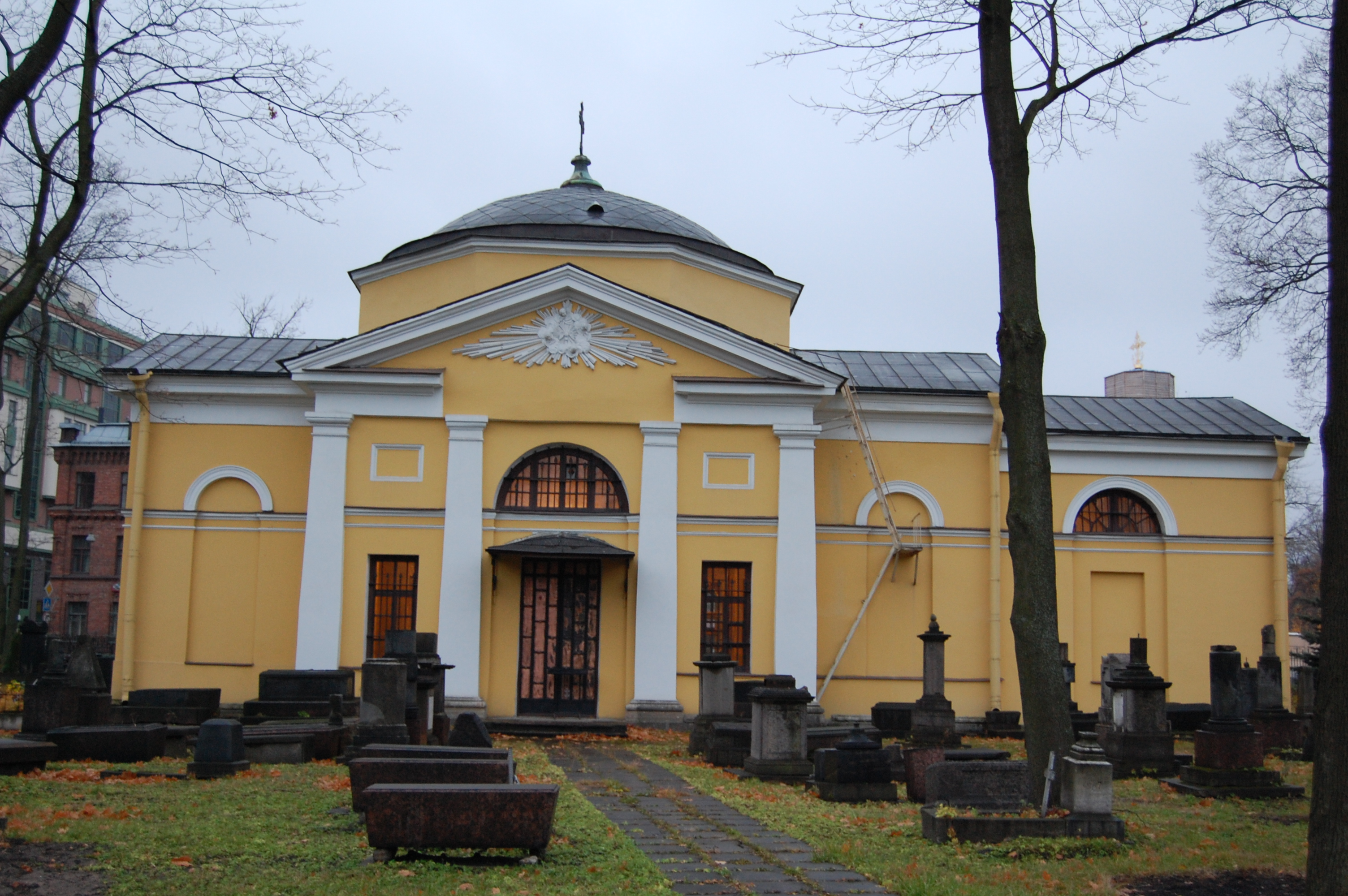
Церковь Святого Воскресения

В 1901 году по проекту архитектора Александра Кочетова рядом был построен церковный дом, фасады которого украшены резными орнаментами с мотивами армянского зодчества.
В 1930-х годах церковь была закрыта и использовалась как скульптурная мастерская. Возвращение церкви верующим состоялось лишь в 1988 году.
Перед фасадом церкви в 1994 году установлен резной хачкар работы ереванского скульптора А. Овсепяна.
Храм находится по адресу: Набережная реки Смоленки, 27.